# 융털
융털(villus, villi; 문화어: 부들털) 또는 융모(絨毛)는 포유류의 소장 내벽에 촘촘하게 돋아 있는 손가락 모양의 돌기로써 표면적을 증대시켜 영양소의 흡수 면적을 넓힌다. 내부는 암죽관과 모세혈관으로 이루어져 있다. 모세혈관에서는 수용성 영양소를,암죽관에서는 지용성 영양소를 흡수한다. 융털의 표면 세포는 다시 미세융털(microvillus)이라는 돌기 모양의 구조물을 지니므로 결과적으로 표면적은 더욱 증대된다. 융털은 또한 넓은 의미에서 표피 세포의 털과 같은 조직을 통칭하기도 한다.

## 같은 말
유세포돌기(柔細胞突起), 유돌기